# Anthony Derrick Parsons
Sir Anthony Derrick Parsons (* 9. September 1922; † 12. August 1996 in Ashburton, Devon) war ein britischer Diplomat,  Dozent und Autor.

## Leben
Parsons besuchte die King’s School in Canterbury und das Balliol College der Universität Oxford, wo er einen Abschluss in Arabisch und Türkisch machte. Er trat in die Royal Army ein, die er nach 14 Jahren als Militärattaché verließ, um in den diplomatischen Dienst einzutreten.
Seine diplomatische Karriere begann von 1955 bis 1959 in Ankara. Von 1959 bis 1960 war in Amman beschäftigt, 1960 bis 1961 in Kairo und von 1964 bis 1965 in Khartum beschäftigt.
Er war von 1965 bis 1969 in Bahrain Political Agent.
Von 1969 bis 1971 war er Botschaftsrat am UN-Hauptquartier, 1971 bis 1974 Untersekretär im Außenministerium des Vereinigten Königreichs. Von 1974 bis 1979 war er Botschafter in Teheran, von 1979 bis 1982  britischer Ständiger Vertreter bei den Vereinten Nationen und 1982/83
Sonderberater des Premierministers für auswärtige Angelegenheiten. Von 1984 bis 1987 war er Research Fellow an der  Universität Exeter.
Er heiratete 1948 Sheila Baird und hatte mit ihr zwei Töchter und zwei Söhne.

## Veröffentlichungen
- They Say the Lion. 1986.
- From Cold War to Hot Peace: U.N. Interventions 1947-1994.

## Auszeichnungen
- Order of St. Michael and St. George
- Royal Victorian Order